# Serpiolle
Serpiolle is een plaats (frazione) in de Italiaanse gemeente Firenze.